# Hypocacculus curtus
Hypocacculus curtus är en skalbaggsart som först beskrevs av Wilhelm Gottlob Rosenhauer 1847.  Hypocacculus curtus ingår i släktet Hypocacculus och familjen stumpbaggar. Inga underarter finns listade i Catalogue of Life.